# Đảo O'Neal
Đảo O'Neal là một hòn đảo nhỏ thuộc quần đảo San Juan, quận San Juan, tiểu bang Washington, Hoa Kỳ. Đảo tọa lạc ngoài khơi bờ biển Đông Bắc của đảo San Juan.
Tên đảo được đặt bởi Charles Wilkes, trong cuộc thám hiểm 1838-1842, nhằm tôn vinh một anh hung hải quân Hoa Kỳ.